# Parti national paysan (Hongrie)
 (mars 2025).
Pour les articles homonymes, voir Parti national paysan.
Le Parti national paysan (hongrois : Nemzeti Parasztpárt, NPP) était un parti politique en Hongrie entre 1939 et 1949. Il était dirigé par l'écrivain Péter Veres (hu). Le parti a été ressuscité pendant une courte période lors de l'insurrection de Budapest de 1956 et après la fin du communisme en 1989-1990.

## Idéologie
La principale politique du parti était la réforme agraire. Il attirait le soutien des classes moyennes et inférieures de la campagne, ainsi que des intellectuels des provinces, et était le plus populaire dans l'est de la Hongrie. Il était parrainé par le Parti des communistes de Hongrie, car les communistes ne pouvaient attirer qu'un faible soutien parmi les électeurs ruraux. Sa base de partisans sympathisait avec le Parti communiste hongrois, certains de ses dirigeants, dont Ferenc Erdei et József Darvas (en), étant des communistes fermés.